# Władysław Kicki
Władysław Kicki (ur. 22 czerwca 1899 w Warszawie, zm. w czerwcu 1983) – polski dyplomata, konsul RP w Montrealu (1935–1938).

## Życiorys
Władysław Kicki ukończył studia w Wyższej Szkole Handlowej w Warszawie. Od lutego 1922 do września 1923 był pracownikiem kontraktowym Delegatury Reewakuacyjnej w Moskwie. We wrześniu 1923 został przyjęty do służby konsularnej i objął stanowisko w Wydziale Konsularnym Poselstwa RP w Moskwie, które zajmował do końca 1924. Od kwietnia 1925 do kwietnia 1927 pracował jako sekretarz konsularny w Wydziale Konsularnym Poselstwa RP w Tallinnie. Od kwietnia 1927 do kwietnia 1928 był II sekretarzem konsularnym w Konsulacie RP w Marsylii. Od maja 1928 do stycznia 1929 pracował w centrali Ministerstwa Spraw Zagranicznych jako sekretarz w Dziale Konsularnym. Od stycznia 1929 do maja 1931 pełnił funkcję sekretarza konsularnego w Konsulacie RP w São Paulo, zaś od maja 1931 do kwietnia 1933 kierownika Wydziału Konsularnego, a potem wicekonsula, Poselstwa RP w Buenos Aires. Od maja 1933 w centrali MSZ. Od marca 1935 do 28 lipca 1938 był konsulem RP w Montrealu. Następnie w centrali na stanowisku radcy. W 1939 został ewakuowany z Warszawy. 1940–1942 pracował w Poselstwie RP w Ottawie, w tym jako konsul RP. Członek komisji Skarbu Narodowego w Nowym Jorku.
Znał angielski i francuski.